# Bendes Tibor (labdarúgó, 1962)
Bendes Tibor (Pécs, 1962. november 14. – 2022. február 22. vagy előtte) labdarúgó, hátvéd. Apja idősebb Bendes Tibor szintén labdarúgó volt.

## Pályafutása
1983 és 1987 között a Pécsi MSC labdarúgója volt. Az élvonalban 1984. március 3-án mutatkozott be. Tagja volt az 1985–86-os bajnoki ezüstérmes csapatnak. Az élvonalban 45 mérkőzésen szerepelt és egy gólt szerzett.

## Sikerei, díjai
- Magyar bajnokság
  - 2.: 1985–86